# Pseuderemias septemstriata
Pseuderemias septemstriata — вид ящірок родини ящіркових (Lacertidae). Ендемік Сомалі.

## Поширення і екологія
Pseuderemias septemstriata мешкають на сході Сомалі. Вони живуть в напівпустелях, сухих чагарникових заростях і саванах. Зустрічаються на висоті від 570 до 1050 м над рівнем моря.